# Chianciano Terme
Chianciano Terme là một đô thị ở tỉnh Siena trong vùng Toscana, có cự ly khoảng 90 km về phía đông nam của Florence và khoảng 50 km về phía đông nam của Siena.
Chianciano Terme giáp các đô thị: Chiusi, Montepulciano, Pienza, Sarteano.